# Rodney M. Feldmann
Rodney Mansfield Feldmann (* 19. November 1939 in  Steele) ist ein US-amerikanischer Geologe und Paläontologe.
Feldmann studierte 1957/58 am Massachusetts Institute of Technology und dann an der University of North Dakota mit dem Bachelor-Abschluss 1961, dem Master-Abschluss 1963 und der Promotion in Paläontologie 1967. Während des Studiums arbeitete er im Sommer für die Autobahnbehörde von North Dakota und den Geological Survey von North Dakota. Ab 1965 war er Instructor, 1967 Assistant Professor, 1971 Associate Professor und 1975 Professor an der Kent State University. 2001 wurde er emeritiert und ab 2006 war er Kurator für Paläontologie.
Feldmann befasst sich mit Paläontologie von Wirbellosen, besonders Crustaceen. Er forschte unter anderem in der Antarktis. 2001 erhielt er die Leonard Medal der University of North Dakota.
1993 war er Präsident der Paleontological Society.